# Бой у острова Уэссан (1781)
Бой 12 декабря 1781 года, или второй бой у острова Уэссан (англ. Second Battle of Ushant) — морской бой между французской и британской эскадрами в Бискайском заливе, произошедший 12 декабря 1781 года, во время Американской войны за независимость.

## Предыстория
Французский конвой с подкреплением и припасами для Ост- и Вест-Индии вышел из Бреста 10 декабря, в охранении флота из 19 линейных кораблей под командованием графа де Гишен (фр. compte de Guichen). Де Гишен имел приказ вывести транспорты из прибрежных вод, затем следовать в Кадис. Пять линейных кораблей, предназначенных для де Грасса, и 2 для Ост-Индии, довели общее их число до 19.
Английская эскадра из 13 линейных кораблей под командованием контр-адмирала Ричарда Кемпенфельта (флагман HMS Victory), получила приказ выйти в море и 2 декабря вышла на перехват ожидаемого конвоя.

## Ход боя
Кемпенфельт обнаружил французов 12 декабря. После полудня, примерно в 150 милях к юго-западу от острова Уэссан, при плохой погоде и шквалистом ветре от SE, дымка ненадолго рассеялась, и французы увидели с наветра незнакомые паруса. Однако выяснилось, что эскорт конвоя был усилен. 19 кораблей было вполне достаточно, чтобы отвратить любую атаку. Но флот де Гишена, обычно опытного и осторожного, на этот раз был с подветра и впереди конвоируемых, что позволило британцам спуститься под ветер и захватить 15 концевых транспортов с войсками и снабжением, прежде чем французские корабли успели вмешаться. Кемпенфельту удалось овладеть только частью призов, но согласно одному автору,

…французы оказались беспомощными зрителями, тогда как торговые суда рассыпались во все стороны и начали спускать флаги направо и налево
Силы Кемпенфельта были недостаточны, чтобы напасть на 19 французских кораблей охранения, но, к счастью для англичан, конвой, который сознательно рискнул выйти в Северную Атлантику в сезон зимних штормов чтобы избежать британцев, был рассеян штормом вскоре после, и большинство судов были вынуждены вернуться в порт.

## Последствия
Только два линейных корабля французов (Triomphant,84 и Brave,74) с пятью транспортами, предназначенными для Вест-Индии, прибыли вовремя, и успели к сражению при островах Всех Святых в апреле.
Перед возвращением в Англию Кемпенфельт отослал с депешей в Вест-Индию брандер Tisiphone (8) под командой Сумареса, в будущем знаменитого адмирала. Сумарес, сначала зайдя на Барбадос, 31 января 1782 обнаружил Худа на рейде Бастер. Таким образом, Худ был предупрежден о приближении французов.
Когда вести о бое достигли Англии, оппозиция в Парламенте поставила под сомнение отправку против конвоя таких малых сил и добилась официального запроса в администрацию Королевского флота. Это был первый из ряда вызовов оппозиции, которые в конечном счете привели к падению правительства лорда Норта 20 марта 1782 года, и открыли путь к Парижскому миру в 1783.

## Силы сторон
| Корабль (пушек) | Капитан                          | Примечание                         |
| --------------- | -------------------------------- | ---------------------------------- |
| Victory (100)   | Henry Cromwell                   | Флагман, контр-адмирал Кемпенфельт |
| Edgar (74)      | Thomas Boston                    | коммодор George Elliot             |
| Britannia (100) | James Bradby                     |                                    |
| Duke, (98)      | sir Walter Stirling              |                                    |
| Queen, (98)     | Frederik Lewis Maitland          |                                    |
| Union (90)      | John Dalrymple                   |                                    |
| Ocean (90)      | George Ourry                     |                                    |
| Alexander (74)  | коммандер Thomas Farnham (и. о.) |                                    |
| Valiant (74)    | Samuel Granaton Goodall          |                                    |
| Courageux (74)  | Chas. Phipps (и. о.)             |                                    |
| Agamemnon (64)  | Benjamin Caldwell                |                                    |
| Medway (60)     | Harry Harmood                    |                                    |
| Renown (50)     | John Henry                       |                                    |
| Вне линии       |                                  |                                    |
| Arethusa (38)   | sir Richard Pearson              | фрегат                             |
| Monsieur (36)   | Seymour Finch                    | фрегат                             |
| Prudente (36)   | William Waldergrave              | фрегат                             |
| Tartar (28)     | Robert Manners Sutton            | фрегат                             |
| Tisiphone (8)   | коммандер James Saumarez         | брандер                            |